# Adamiet
Het mineraal adamiet is een zink-arsenaat met de chemische formule Zn2(AsO4)(OH).

## Eigenschappen
Het gele, groene of roze adamiet heeft een witte streepkleur en een glasglans. De splijting is goed volgens het kristalvlak [101] en slecht volgens [010], adamiet heeft een gemiddelde dichtheid van 4,4 en de hardheid is 3,5. Het kristalstelsel is orthorombisch en het mineraal is niet radioactief. Adamiet uit de Ojuela mijn in Durango, Mexico vertoont vaak sterke, groene fluorescentie. Adamiet wordt meestal samen met andere mineralen gevonden, bijvoorbeeld met limoniet, hemimorfiet, calciet, malachiet, azuriet en smithsoniet.

## Geschiedenis
Het mineraal adamiet is genoemd naar de Franse mineraloog Gilbert Joseph Adam (1795 - 1881). De naam werd in 1899 ingevoerd door Charles Friedel, die destijds hoogleraar mineralogie was aan de Sorbonne in Parijs.

## Voorkomen
De typelocatie van adamiet is Chañarcillo in de Chileense regio Atacama en komt in bijna alle kleuren voor.